# توت ثلاثي الفلقات
توت ثلاثي الفلقات (الاسم العلمي:Morus trilobata ) هي نوع نباتي يتبع جنس التوت من الفصيلة التوتية.  